# Ludwig von Sztankovics

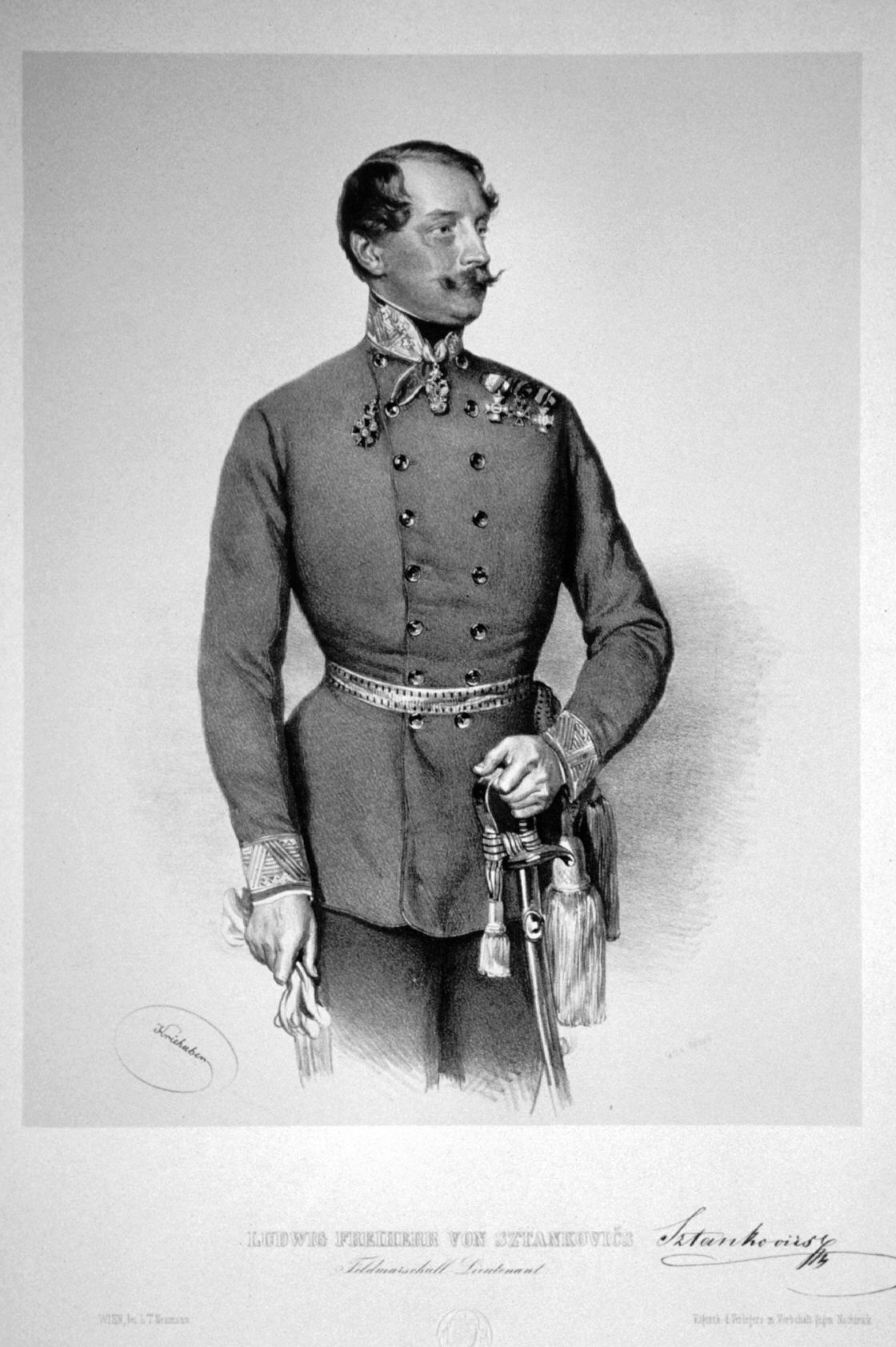
Ludwig von Sztankovics

Ludwig Freiherr von Sztankovics, auch Stankovics (* 21. August 1805 in Edelény, Komitat Borsod; † 17. April 1868 in Wien), war ein k. k. Wirklicher Geheimer Rat, Feldzeugmeister, 2. Inhaber des Infanterieregiments Nr. 66 und Theresienritter mit kroatischen Familienwurzeln.

## Herkunft und Familie
Ludwig entstammte er einer vom Kaiser Leopold I. geadelten Familie, die sich ursprünglich Tankovich nannte. Sein Vater, Andreas von Sztankovics, erhielt als Rittmeister und Eskadrons-Kommandant im Husarenregiment Erzherzog Ferdinand Nr. 3 für seine Verdienste, insbesondere für Tapferkeit vor dem Feinde, von Kaiser Franz I. am 16. November 1827 den erblichen ungarischen Ritterstand.

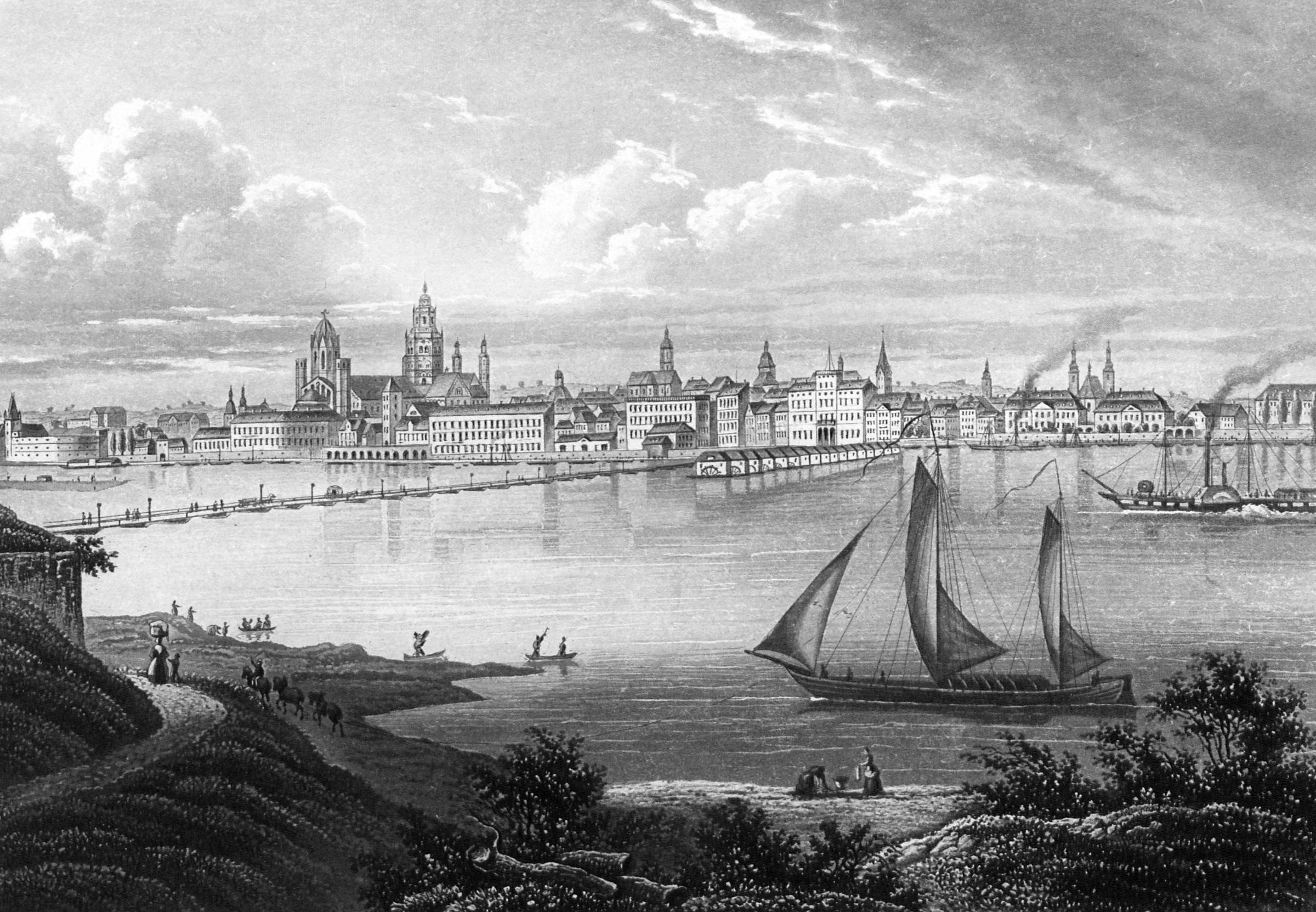
Mainz um 1840

Der General ehelichte im Jahr 1835 Carolina von Rößler und hatte zwei Söhne. Beide wurden ebenfalls Offiziere. Der ältere Ludwig († 29. Juni 1859 in Verona), starb als Hauptmann und Träger des Ordens der Eisernen Krone 3. Klasse als Folge seiner Verwundungen, erlitten in der Schlacht von Solferino. Der jüngere, Karl Ludwig (* 13. Oktober 1836; † 19. Juli 1907), wurde mit Rang vom 26. Oktober 1892 zum Feldmarschallleutnant ernannt und am 1. April 1898 als Feldzeugmeister ad honores pensioniert.

## Leben
Sztankovics trat am 1. August 1820 als Kadett beim Husarenregiment Erzherzog Ferdinand Nr. 3 ein, avancierte bereits am 1. April 1821 zum Leutnant und am 16. Dezember 1827 zum Oberleutnant, unter gleichzeitiger Ernennung zum Divisions- und Inhabers-Adjutanten beim Feldmarschalleutnant Friedrich Karl Freiherr von Langenau, und am 16. November 1831 zum Kapitänleutnant. In dieser Funktion wurde er im Jahre 1833 zum Linien-Infanterieregiment Nr. 49 nach Mainz transferiert. Sein militärischer Aufstieg setzte sich zügig fort: Am 1. Dezember 1837 zum Hauptmann, nun bei der Infanterie, sodann am 7. April 1842 zum Major ernannt, wobei er dem Linien-Infanterie-Regiment Graf Leiningen-Westerburg Nr. 31 zugeteilt wurde, rückte er schließlich am 1. Juni 1847 zum Oberstleutnant vor. In diesem Jahr war er als Kommandant einer aus verschiedenen Truppen zusammengesetzten mobilen Kolonne zur Befriedung der revoltierenden Ortschaften im Sandauer und Wadowicer Kreis berufen, wobei er viel Einsicht und Tätigkeit entwickelte.

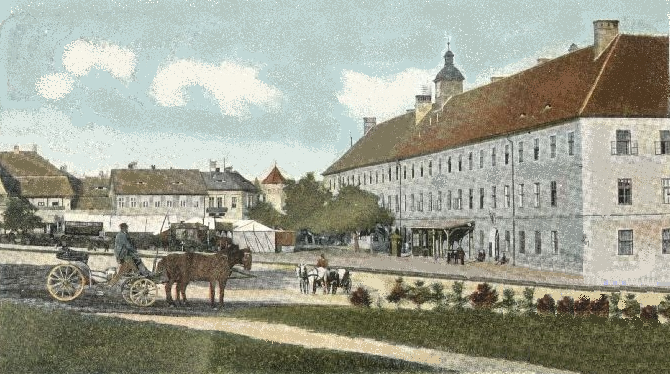
Hermannstadt, k.k. Infanterie-Kaserne

## In Ungarn

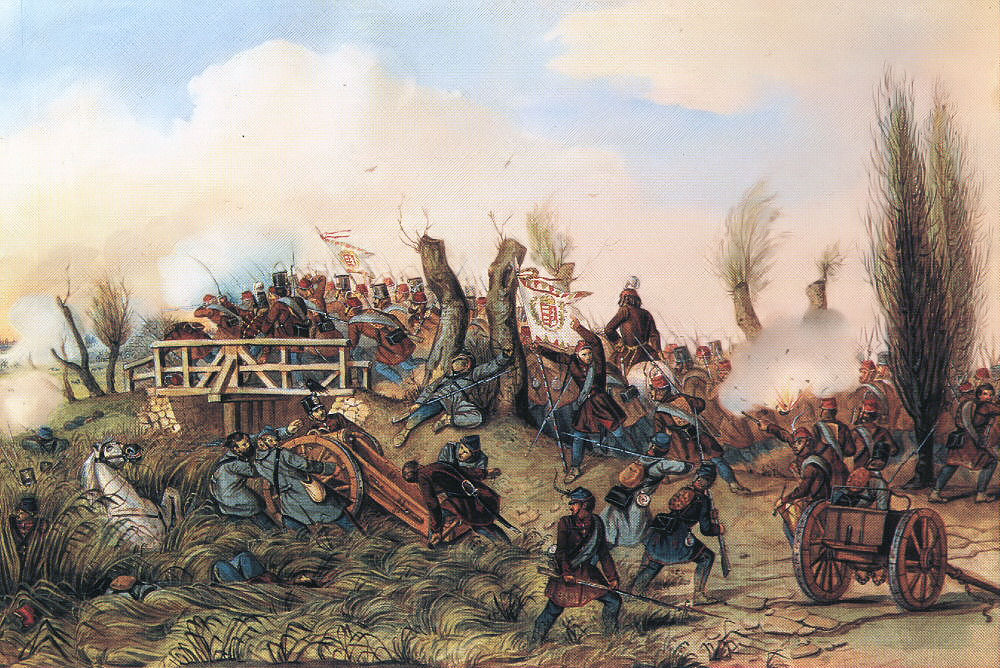
Ein Infanteriegefecht, Ungarn, 4. April 1849

Beim Entsatz von Arad unter dem Kommando des Feldmarschalleutnants Graf von Leiningen während des Ungarnaufstandes bestach er am 14. Dezember 1848, wo er als Bataillonskommandant an der Spitze seiner Soldaten die Barrikaden stürmte und die Flächen von Neu-Arad eroberte. Für diese Tat rückte er durch Allerhöchste Entschließung mit Datum vom 14. Dezember und außer der Rangtour zum Oberst und Regimentskommandanten des Infanterieregiments Nr. 31 auf und wurde mit dem Orden der Eisernen Krone zweiter Klasse mit der Kriegsdekoration (KD.) dekoriert.
In den vom 8. bis 13. Februar 1849 in und bei Arad stattgefundenen heftigen Gefechten entwickelte er in der Eigenschaft als Generalquartiermeister des Feldmarschalleutnants Gläser militärischen Scharfblick und persönliche Tapferkeit, so dass die militärischen Erfolge hierbei größtenteils seinem Bemühen zu verdanken waren. Dafür rückte er zum Oberst vor und wurde mit dem Orden der Eisernen Krone zweiter Klasse mit der Kriegsdekoration (KD.) dekoriert.

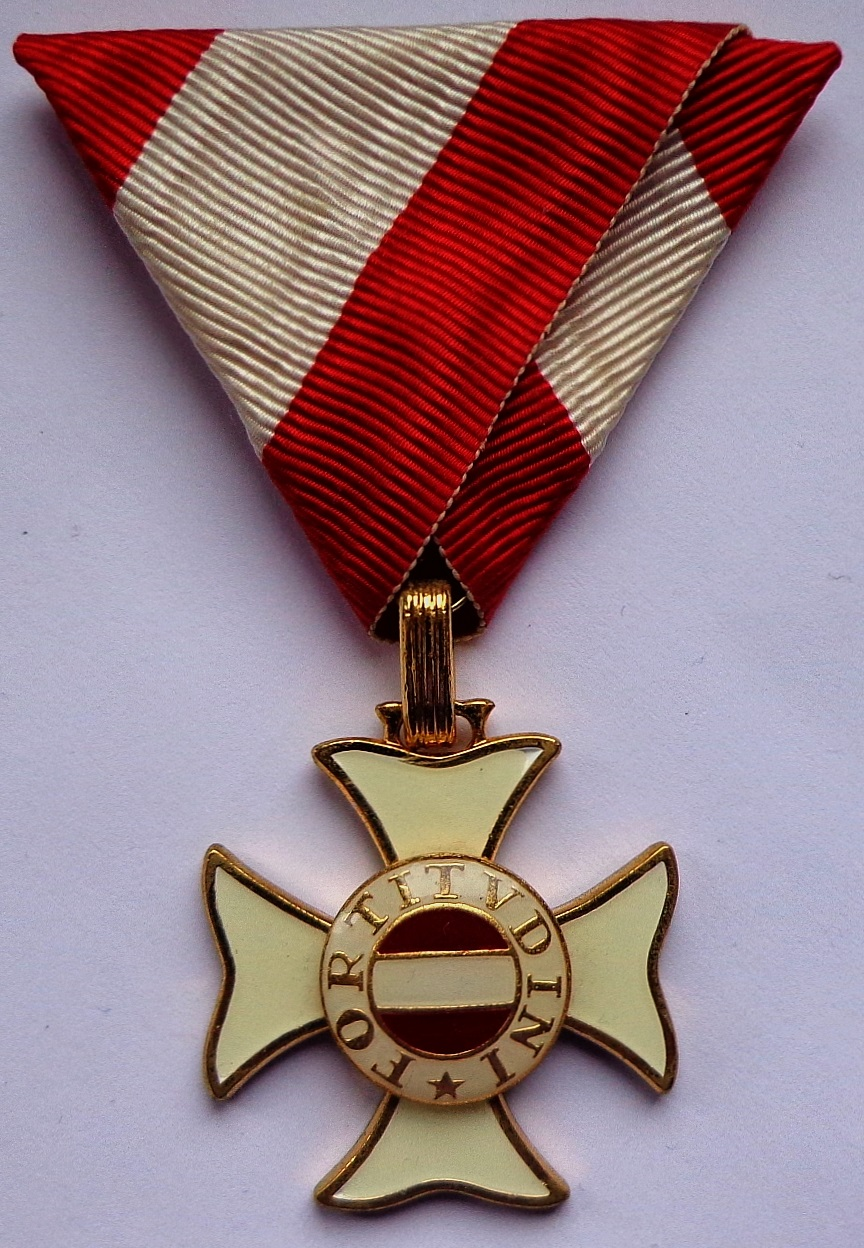
Ritterkreuz des Militär-Maria-Theresien-Ordens

Zur Zeit der Verteidigung von Temeswar war Sztankovics mit der Leitung der Geschäfte eines Chefs des Generalquartiermeisterstabs betraut. Es gelang ihm in kurzer Zeit die Verproviantierung der Festung auf drei Monate zu ergänzen, die Garnison um 4494 Rekruten zu vermehren und die Besatzung bis auf 8659 Mann zu bringen. In der Zeit der 107-tägigen Bedrängnis betraute ihn General und Festungskommandant Freiherr Georg von Rukavina mit der taktischen Leitung der Verteidigung, und als der Artillerie- und später der Geniedirektor dienstunfähig wurden, vereinigten sich auch diese Zweige in seiner Hand. Überall, wo entscheidende Vorkehrungen getroffen werden sollten, sah man ihn ruhig und unbeirrt die Befehle des Festungskommandanten erteilen, und wo Gefahr im Verzug lag, an Ort und Stelle die geeigneten Maßnahmen treffen. Er leitete in Person die zahlreichen Ausfälle und war seinen Untergebenen ein Vorbild. Dafür wurde er mit dem Ritterkreuz des Maria Theresien Ordens (157. Promotion vom 26. März 1850) sowie den Kaiserlich russischen Orden der Heiligen Anna 2. Klasse mit Krone und Schwert und dem des Heiligen Wladimir 4. Klasse mit den Schwertern ausgezeichnet. Gemäß dem Ordensstatut wurde er am 21. Juni 1850 in den österreichischen Freiherrnstand erhoben.
Nach der Belagerung führte Sztankovics das 31. Infanterie-Regiment nach Hermannstadt in Siebenbürgen, wo er dann als Präsident des Puritikations- und Kriegsgerichtes fungierte, und am 23. Juni 1850 zum Generalmajor und Truppenbrigadier im 1. Armeekorps befördert wurde. Im Jahre 1852 wurde er zusammen mit den Generälen Heinrich Freiherr von Hess, Franz Freiherr von Hauslab und anderen in Militärangelegenheiten vom Kaiser nach St. Petersburg und Moskau entsendet und erhielt bei dieser Gelegenheit den Sankt-Stanislaus-Orden 1. Klasse. Bei einer Truppenrevue im Jahre 1853 wurde ihm in Gegenwart des Königs von Preußen der königlich preußische Roter Adlerorden 2. Klasse mit dem Sterne verliehen.

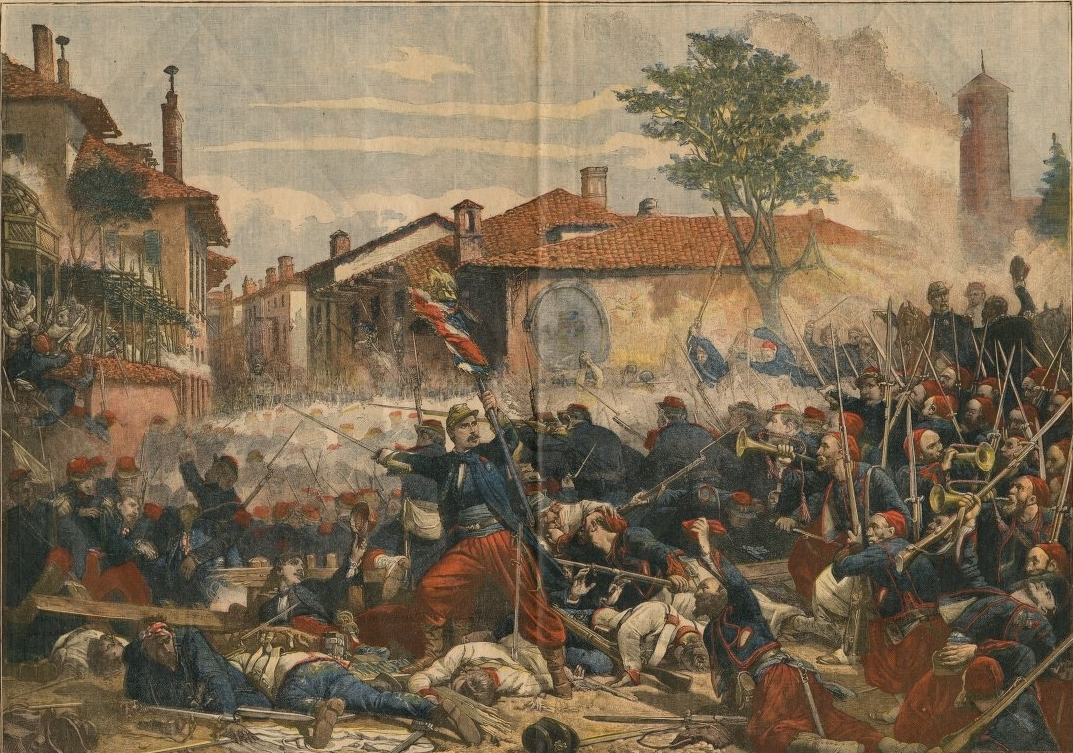
Schlacht bei Magenta

## In Italien

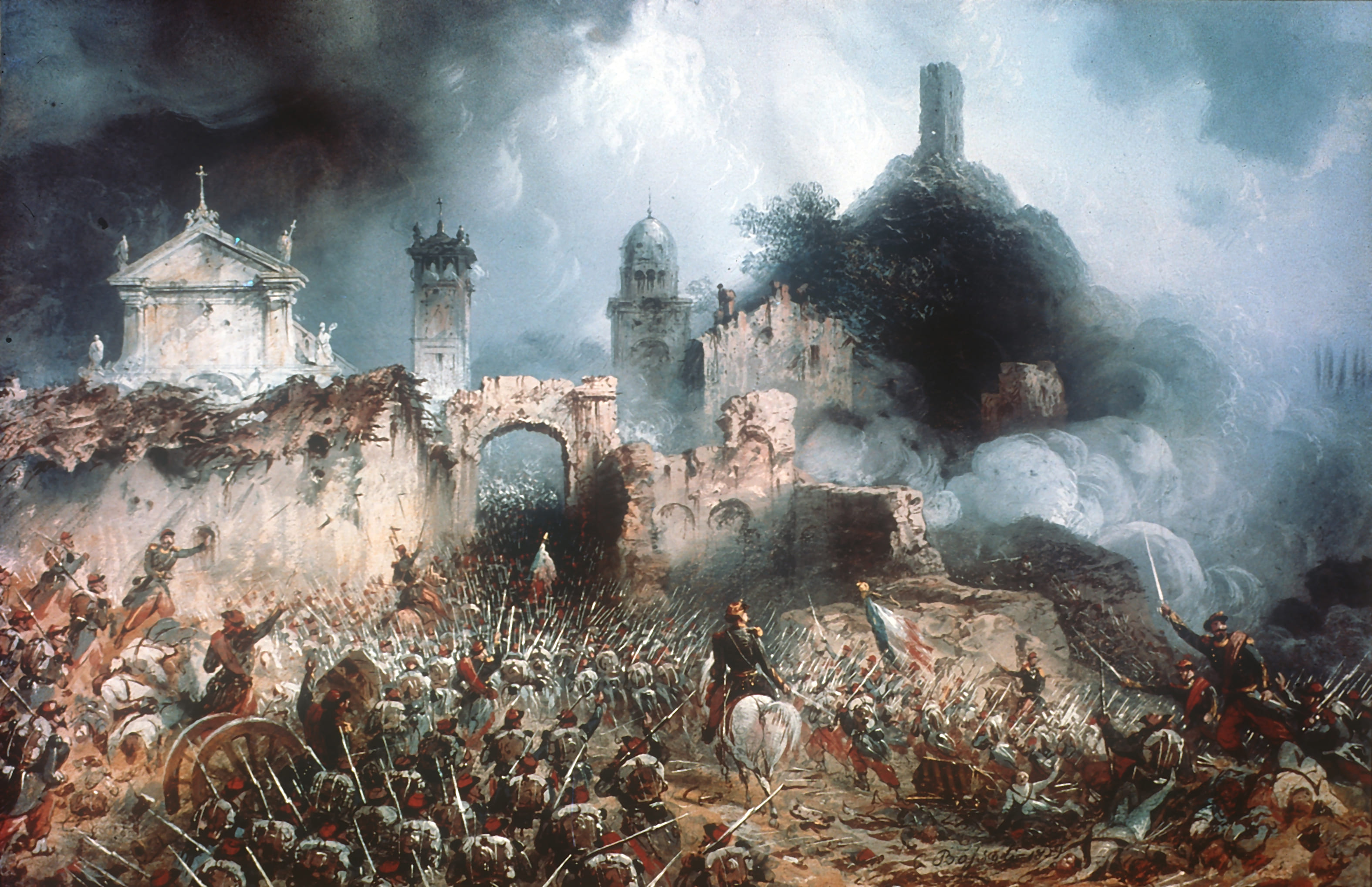
Schlacht von Solferino

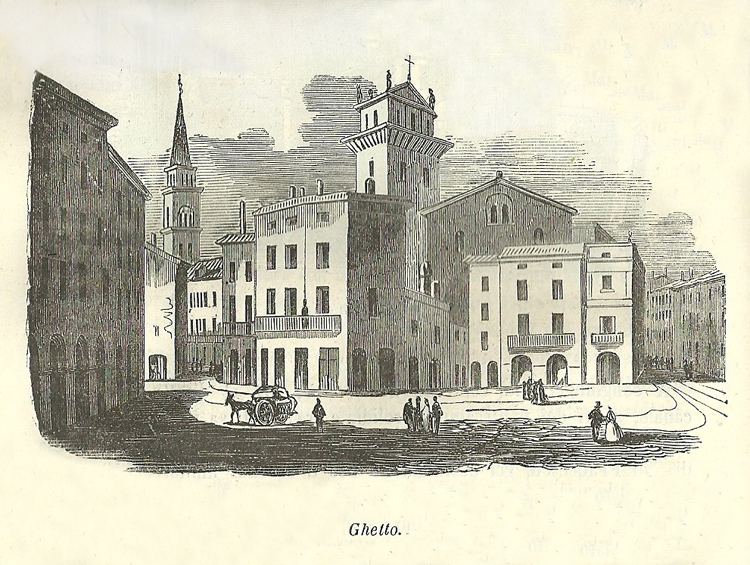
Mantua um 1860

Am 3. April 1858 avancierte der Offizier zum Feldmarschalleutnant und Truppendivisionär in Mailand. Im italienischen Feldzug von 1859 wurde er zum ersten Generaladjutanten des Feldzeugmeisters Franz Joseph Graf von Gyulay ernannt und fand in der Schlacht bei Magenta Gelegenheit, sich persönlich durch Umsicht und Tapferkeit besonders auszuzeichnen, wofür er mit dem Komturkreuz des Leopold-Ordens ausgezeichnet wurde. Nach einem Wechsel im Armeekommando erhielt er eine Truppendivision beim l. Armeekorps und befehligte diese in der Schlacht von Solferino. Nach dem Friedensschluss blieb der Freiherr Divisionär in Verona beim 5. Armeekorps und wurde bald darauf Truppenkommandant in Tirol.
Am 16. Jänner 1860 zum 2. Inhaber des  Infanterieregiments Nr. 66 ernannt, erfolgte kurz darauf seine Ernennung zum Kommandanten der Festung Mantua. Am 21. November 1861 verlieh ihm Kaiser Franz Joseph I. taxfrei die wirkliche Geheimratswürde.
Schließlich nahm der General noch am Feldzug in Italien von 1866 teil, wo er für seine Leistungen mit dem Militärverdienstkreuz mit der Kriegsdekoration (KD.) ausgezeichnet wurde. Der König von Italien dekorierte ihn für die korrekte Übergabe der Festung Mantua als Folge des preußisch-österreichischen Krieges mit dem Komturkreuz des Mauritius- und Lazarus-Ordens. Am 7. Oktober 1866 wurde der verdienstvolle Offizier mit dem Titel eines Feldzeugmeisters ad honores geehrt und in den verdienten Ruhestand versetzt.
Der Ehrenbürger von Temeswar und Ehrenmitglied der Società Virgiliana für Künste und Wissenschaften in Mantua erlag, erst 62-jährig, in seinem Domizil in Wien, wo er zurückgezogen mit seiner Gattin lebte, einem Schlaganfall.

## Auszeichnungen
Der Offizier wurde vielfach ausgezeichnet, unter anderem mit dem:
- Ritterkreuz des Militär-Maria-Theresia-Ordens, 1850
- Kaiserlich österreichischen Orden der Eisernen Krone 2. Klasse mit der Kriegsdekoration (KD.), 1849
- Komturkreuz des kaiserlich österreichischen Leopold-Ordens, 1859
- Militärverdienstkreuz Kaiser Franz Josephs I. mit der Kriegsdekoration (KD.), 1866
- Königlich preußischer Roter Adlerorden 2. Klasse mit dem Sterne, 1853
- Kaiserlich russischen Sankt-Stanislaus-Orden 1. Klasse, 1852
- Kaiserlich russischen St.-Anna-Orden 2. Klasse mit Krone und Schwert, 1849
- Kaiserlich russischer Orden des Heiligen Wladimir 4. Klasse mit den Schwertern, 1849
- Komtur des Mauritius-und-Lazarus-Ritterordens, 1866
- Dienstzeichen für Offiziere 1. Klasse

## Wappen
1850: Von Rot und Schwarz mit einem schmalen, wellenförmig gezogenen silbernen rechten Schrägbalken schräg rechts geteilter Schild. Im oberen roten Felde ist ein schrägrechts aufwärts gekehrter Säbel, mit goldenem Gefäße, von drei goldenen, schräg rechts zu einem und zweien gereihten Sternen begleitet. Im unteren schwarzen Felde erscheint ein goldgekrönter goldener Löwe mit ausgeschlagener roter Zunge. Auf dem Hauptrande des Schildes ruht die freiherrliche Krone und auf derselben ein ins Visier gestellter goldgekrönter Turnierhelm. Aus der Krone des Helms wächst ein dem im Schilde bezeichneten ähnlicher Löwe hervor. Die Helmdecken sind rechts schwarz mit Gold, links rot mit Silber tingiert.